# 沙氏海鱔鯛
沙氏海鱔鯛，為鱸形目鱸亞目擬雀鯛科的其中一種，分布於西印度洋的葛摩、南非、模里西斯海域，深度12-15公尺，本魚身體細長，前膈管有6個孔，臉頰、鰓和頸背上沒有鱗片，背鰭軟條45-50枚;臀鰭硬棘0枚;臀鰭軟條36-40枚，體長可達6公分，棲息在珊瑚礁區，生活習性不明。

## 擴展閱讀
維基物種上的相關：沙氏海鱔鯛